# Rifugio Magià
Il Rifugio Magià (2.007 m s.l.m.) è un rifugio alpino collocato nel Vallone di Saint-Barthélemy in Valle d'Aosta.

## Accesso
Il rifugio è raggiungibile da Praz, località di Nus. In alternativa si può partire da Porliod.

## Ascensioni
Dal rifugio Magià è possibile salire al Rifugio Oratorio di Cunéy oppure al Bivacco Luca Reboulaz.